# Лузиље
Лузиље (итал. Lusigliè) је насеље у Италији у округу Торино, региону Пијемонт.
Према процени из 2011. у насељу је живело 527 становника. Насеље се налази на надморској висини од 270 м.

## Становништво
Према резултатима пописа становништва 2011. у општини је живело 556 становника.
| 1936. | 1951. | 1961. | 1971. | 1981. | 1991. | 2001. | 2011. |
| ----- | ----- | ----- | ----- | ----- | ----- | ----- | ----- |
| 708   | 610   | 542   | 499   | 492   | 494   | 536   | 556   |